# Франклин (остров)
Франклин (дат. Franklin Ø) — скалистый остров в проливе Кеннеди в составе пролива Нэрса, практически в центральной части Арктики. Расположен в 4,8 км к северу от мыса Конституции (дат. Kap Constitution). Покрыт бурыми аркто-тундровыми почвами. Высочайшая точка острова — 215 м над уровнем моря расположена в его юго-восточной части и довольно полога.
К юго-востоку от острова Франклин располагается остров Крозье, к северо-западу — остров Ханс.
После посещения острова в июне 1854 года датским и американским исследователями Гансом Хендриком и Уильямом Мортоном американским полярным исследователем Илайшей Кейном ему было присвоено имя английского мореплавателя Джона Франклина.
Принадлежит Дании и входит в состав её административно-территориальной единицы Гренландии.